# Zahradziska
Zahradziska – polana reglowa leżąca w miejscu połączenia Doliny Miętusiej z Doliną Kościeliską w Tatrach Zachodnich, w odległości 1,3 km od Kir. Położona na wysokości 955–995 m n.p.m. Polana jest z wszystkich stron otoczona dolnoreglowym lasem świerkowym, obok polany płynie Miętusi Potok. Od strony północno-wschodniej ponad lasem widoczna zbudowana z dolomitów i wapieni Kończysta Turnia. Polana, stanowiąca dawniej część Hali Miętusiej, była koszona i stał na niej szałas.
Na polanie znaleziono bardzo rzadki gatunek chrząszcza – paskówkę tatrzańską (Cornumutila quadrivittata). W zimie przeprowadzane były tutaj niekiedy zawody sportowe.
W 1955 polana miała powierzchnię 3,255 ha. Po włączeniu jej do Tatrzańskiego Parku Narodowego zniesiono wypas i koszenie, w wyniku czego część polany zarosła lasem i zaroślami. W 2004 jej powierzchnia zmniejszyła się przez to o 14,55%. W latach 80. ponownie wprowadzono na niej tzw. wypas kulturowy, co ograniczy dalsze jej zarastanie lasem.

## Szlaki turystyczne
W rejonie polany przebiegają szlaki turystyczne:
 skrajem polany przebiega Ścieżka nad Reglami – odcinek z Doliny Małej Łąki przez Przysłop Miętusi do Doliny Kościeliskiej. Czas przejścia tego fragmentu: 55 min, z powrotem 1:05 h
 tuż przed polaną czerwony szlak z Doliny Kościeliskiej przez mostek na Miętusim Potoku prowadzi na Ciemniak w Czerwonych Wierchach przez polanę Upłaz, Chudą Przełączkę i Twardy Grzbiet. Czas przejścia: 3:25 h, ↓ 2:30 h